# 馬仁室
馬仁室（1705年8月1日—1780年1月2日），童名思龜樽金，號仁室，是琉球國第二尚氏王朝君主尚敬王之元配王妃。 
她出生在馬氏小祿殿內家族中，為第七世馬如飛（仲里親方良直）的次女。康煕四十九年庚寅六月初二日（1710年6月28日），與王世子尚敬訂婚。康煕五十五年丙申九月二十六日（1716年11月3日），與尚敬正式成婚，尚敬王繼位後，她得到佐敷按司加那志的頭銜。1766年，就任第九代聞得大君。她為尚敬王誕下二子三女，分別為聞得大君寬室、聞得大君順成、尚穆王、安谷屋翁主、尚和（讀谷山王子朝憲）。
乾隆四十四年己亥十一月二十六日薨，壽七十五，葬於玉陵。